# Ilse Pol
Ilse Pol (Twello, 27 juni 1982) is een lange- en middellangeafstandsloopster uit Twello, Gelderland.

## Biografie
Pol combineert training met haar werk in de gehandicaptenzorg als woonondersteuner. Pol is pas eind 2005 begonnen bij loopgroep 'T Schol uit Twello. Tijdens een plaatselijke hardloopwedstrijd te Bussloo werd zij 'ontdekt' door trainer/coach Titus Mulder. Ze werd lid van atletiekvereniging AV '34 uit Apeldoorn. Werd ze in 2007 nog tweede op de Nederlandse kampioenschappen op de 5000 m in Amsterdam, in 2008 kon ze zich kronen als Nederlands kampioene. Verder won ze in 2007 de bronzen plak op het NK 10.000 m in Utrecht en werd ze tweede Nederlandse achter Lornah Kiplagat bij de Zevenheuvelenloop in dat jaar.
Behalve aanscherping van een flink aantal persoonlijke records in 2008, werd zij dankzij haar goede prestaties in juni uitgenodigd om voor het Nederlands Team te lopen tijdens een Europacupwedstrijd in Leiria, Portugal, waar zij op de 5000 m een zevende plaats behaalde.
In 2008 stapte Ilse Pol over van AV '34 naar Running 2000. Van januari 2011 tot september 2013 trainde Ilse bij het Noord-Hollandse Team Distance Runners, onder coach Guido Hartensveld.

## Nederlandse kampioenschappen
| Onderdeel      | Jaar       |
| -------------- | ---------- |
| 5000 m         | 2008, 2011 |
| halve marathon | 2009       |

## Persoonlijke Records
Baan
| Onderdeel | Prestatie | Datum         | Plaats     |
| --------- | --------- | ------------- | ---------- |
| 1500 m    | 4.23,09   | 11 juni 2011  | Leiden     |
| 3000 m    | 9.14,85   | 2 juni 2011   | Vught      |
| 5000 m    | 15.53,04  | 3 juni 2009   | Wageningen |
| 10.000 m  | 32.34,46  | 26 maart 2010 | Palo Alto  |

Weg
| Onderdeel      | Prestatie | Datum             | Plaats   |
| -------------- | --------- | ----------------- | -------- |
| 10 km          | 33.24     | 7 november 2009   | Nunspeet |
| 15 km          | 51.14     | 15 november 2009  | Nijmegen |
| 10 Eng. Mijl   | 56.29     | 23 september 2012 | Zaandam  |
| halve marathon | 1:13.10   | 19 december 2009  | Dronten  |
| marathon       | 2:51.56   | 17 april 2016     | Enschede |

## Palmares

### 1500 m
- 2011: 4e Gouden Spike - 4.23,09

### 3000 m
- 2007: 4e Copenhagen Games - 9.45,35
- 2009:  Run2Day Track Meeting in Utrecht - 9.18,25
- 2012: 9e Gouden Spike - 9.37,80
- 2014:  Harry Schulting Games in Vught - 9.37,77

### 5000 m
- 2007:  NK - 17.05,74
- 2008:  NK - 16.49,20
- 2009:  Tartletos Loopgala in Wageningen - 15.53,04
- 2009: 4e EK team in Bergen - 16.07,18
- 2010:  NK - 16.38,45
- 2011:  NK - 16.03,98
- 2011: 4e EK team in Izmir - 16.21,93
- 2012:  Prijzenmeeting in Herentals - 16.43,01
- 2012: 4e Loopgala in Tilburg - 16.47,65
- 2012:  Memorial Leon Buyle in Oordegem - 16.34,18
- 2012: 6e NK - 17.02,41
- 2014: 5e Nijmegen Global Athletics - 16.19,42

### 10.000 m
- 2007:  NK in Utrecht - 34.28,78 (13e overall)
- 2010: 4e Stanford Invitational in Palo Alto - 32.34,46

### 10 km
- 2006: 4e Wiezoloop in Wierden - 37.03
- 2007: 6e NK - 36.20 (8e overall)
- 2007:  Goudse Nationale Singelloop - 35.04
- 2008:  Dalfsen - 36.08
- 2008: 9e Tilburg Ladies Run - 34.28
- 2008:  Zandenplasloop in Nunspeet - 34.34
- 2009:  NK in Tilburg - 35.11
- 2009: 4e Nike Hilversum City Run - 34.14
- 2009:  Zanderplasloop in Nunspeet - 33.24
- 2010:  NK in Tilburg - 34.45
- 2011: 6e Parelloop - 34.26
- 2011:  NK in Tilburg - 33.51
- 2011:  Spieren voor Spieren City Run in Hilversum - 34.26
- 2012: 17e Tilburg Ten Miles - 34.29
- 2013:  Zandenplasloop in Nunspeet - 36.27
- 2014: 6e Stadsloop Appingedam - 35.30
- 2015:  Zandenplasloop in Nunspeet - 37.07
- 2016:  Zandenplasloop in Nunspeet - 34.57

### 15 km
- 2007:  From Bank to Bank Run in Heerde - 55.34
- 2007: 7e Zevenheuvelenloop - 52.38
- 2008: 8e Zevenheuvelenloop - 52.30,6
- 2009: 4e Zevenheuvelenloop - 51.13,5
- 2009:  Montferland Run - 51.46
- 2013: 14e Zevenheuvelenloop - 55.11,4
- 2015: 7e Montferland Run - 57.09
- 2016: 13e Zevenheuvelenloop - 55.53
- 2016: 9e Montferland Run - 55.25

### 10 Eng. mijl
- 2007: 11e Dam tot Damloop - 59.38
- 2008: 4e Deep Hell Holterbergloop - 58.26
- 2009: 12e Dam tot Damloop - 58.35
- 2011: 9e Dam tot Damloop - 56.42
- 2012: 11e Dam tot Damloop - 56.29
- 2013:  Diepe Hel Holterbergloop - 1:01.06
- 2015:  Mini-Marathon in Apeldoorn - 1:01.29
- 2015:  Hollander Techniek Mini - 1:01.31
- 2016:  Mini-Marathon in Apeldoorn - 59.23
- 2017:  Cialfo Voorjaarsloop te Epe - 59.14

### halve marathon
- 2008:  halve marathon van Rotterdam - 1:14.16,7
- 2009:  halve marathon van Egmond - 1:19.21
- 2009:  NK in Den Haag - 1:14.40 (3e overall)
- 2009:  halve marathon van Dronten - 1:13.10
- 2011:  Groet uit Schoorl Run - 1:21.29
- 2011:  NK in Breda -  1:15.07 (4e overall)
- 2012: 6e halve marathon van Egmond - 1:13.27
- 2013:  halve marathon van Oldenzaal - 1:21.40
- 2013: 10e NK in Venlo - 1:21.57
- 2016:  Huttenkloasloop - 1:19.26

### marathon
- 2016: 8e marathon van Enschede - 2:51.56

### overige afstanden
- 2007:  Acht van Apeldoorn (8 km) - 28.05
- 2016:  Achtkastelenloop in Vorden (30 km) - 2:01.18

### veldlopen
- 2008:  Papendalcross - 21.37
- 2008: 14e Warandeloop (8100 m) - 29.32
- 2008:  Papendalcross (6150 m) - 21.37
- 2008:  Sylvestercross (6000 m) - 23.27
- 2009:  Sylvestercross - 23.32
- 2012: 5e Abdijcross - 27.22